# Hradiště (Těrlicko)
Hradiště (lengyelül: Grodziszcz, németül: Grodischt) egy falu volt a mai Csehország területén a Morva-sziléziai kerület Frýdek-místeki járásában. Egészen 1975-ig önálló településként működött, mikor is hozzácsatolták  Terlickóhoz. Jelenlegi lakossága mintegy 830 fő. Történelmileg Cseh-Sziléziához tartozott.

## Története
A falut közvetetten ugyan, de megemlíti a wroclawi egyházmegye 1305-ben kelt Liber fundationis episcopatus Vratislaviensis latin nyelvű dokumentuma, mint Grodische villa Snessonis. Ez egy akkoriban nem bevettnek számító formában szerepel, amiből arra lehet következtetni, hogy a falu még régebbi időkből származik. Elképzelhető, hogy még egy, Snesson falujánál is régebbi falu. Mivel Grodische villa Snessonis neve Skoczów és Czechowice nevéhez kapcsolható a forrásban, ezért itt minden bizonnya a mai  Grodziecre gondolnak. A régebbinek tekintett, és a dokumentumban nem szereplő település viszont a ma Csehországban lévő, Těrlickóhoz tartozó Grodziszcz, cseh nevén Hradiště lehetett. Ahogy a másik Grodische esetében, úgy itt is a fából készült erődítményre utalhat a neve. Ebből köbvetkezően Lengyelország 1290-es felosztása előtt az Opolei és Racibórzi Hercegség illetve a cieszyni várnagy birtokaihoz tartozott, Ezután a terület a Piast-dinasztia által uralt Tescheni Hercegség része lett. 1327-ben így vált a Cseh Királyság, majd 1526-tól a Habsburg Birodalom feudumává.